# Perkowicze (rejon kamieniecki)
Perkowicze (biał. Перкавічы, Pierkawiczy; ros. Перковичи, Pierkowiczi) – wieś na Białorusi, w obwodzie brzeskim, w rejonie kamienieckim, w sielsowiecie Wojska, przy drodze republikańskiej R102.

## Historia
W XIX i w początkach XX w. wieś i trzy folwarki położone w Rosji, w guberni grodzieńskiej, w powiecie brzeskim, w gminie Wojska.
W dwudziestoleciu międzywojennym wieś i osada wojskowa leżące w Polsce, w województwie poleskim, w powiecie brzeskim, do 18 kwietnia 1928 w gminie Wojska, następnie w gminie Ratajczyce. W 1921 wieś i osada Perkowicze liczyły łącznie 69 mieszkańców, zamieszkałych w 16 budynkach, w tym 48 Białorusinów i 21 Polaków. 54 mieszkańców było wyznania prawosławnego i 15 rzymskokatolickiego.
Po II wojnie światowej w granicach Związku Sowieckiego. Od 1991 w niepodległej Białorusi.